# Benjamin Tuček
Benjamin Tuček (Brno, 1º gennaio 1972) è un regista, sceneggiatore, scrittore e musicista ceco.
Il suo primo lungometraggio, del quale ha scritto anche soggetto e sceneggiatura, si chiama Děvčátko (2002). Nel 2004 ha collaborato alla sceneggiatura del film Mistři, che è stato candidato e ha vinto numerosi premi, fra cui tre Český lev ("Leone ceco"), il più importante premio cinematografico ceco. 
Fa parte del gruppo musicale The Ritchie Success.